# Kanton Rue
Kanton Rue (Nederlands: Rouwe) is een kanton van het Franse departement Somme. Het kanton maakt deel uit van het arrondissement Abbeville.

## Gemeenten
Het kanton Rue omvatte tot 2014 de volgende gemeenten:
- Argoules
- Arry
- Bernay-en-Ponthieu
- Le Crotoy (Krotooie)
- Favières
- Fort-Mahon-Plage
- Machiel
- Machy
- Nampont
- Quend (Kent)
- Regnière-Écluse
- Rue (Rouwe) (hoofdplaats)
- Saint-Quentin-en-Tourmont
- Vercourt
- Villers-sur-Authie
- Vironchaux
- Vron

Ingevolge de herindeling van de kantons bij decreet van 26 februari 2014, met uitwerking op 22 maart 2015 zijn dat volgende 55 gemeenten: 
- Ailly-le-Haut-Clocher
- Argoules
- Arry
- Bernay-en-Ponthieu
- Le Boisle
- Boufflers
- Brailly-Cornehotte
- Brucamps
- Buigny-l'Abbé
- Bussus-Bussuel
- Cocquerel
- Coulonvillers
- Cramont
- Crécy-en-Ponthieu
- Le Crotoy
- Dominois
- Dompierre-sur-Authie
- Domqueur
- Ergnies
- Estrées-lès-Crécy
- Favières
- Fontaine-sur-Maye
- Fort-Mahon-Plage
- Francières
- Froyelles
- Gorenflos
- Gueschart
- Ligescourt
- Long
- Machiel
- Machy
- Maison-Ponthieu
- Maison-Roland
- Mesnil-Domqueur
- Mouflers
- Nampont
- Neuilly-le-Dien
- Noyelles-en-Chaussée
- Oneux
- Ponches-Estruval
- Pont-Remy
- Quend
- Regnière-Écluse
- Rue
- Saint-Quentin-en-Tourmont
- Saint-Riquier
- Vercourt
- Villers-sous-Ailly
- Villers-sur-Authie
- Vironchaux
- Vitz-sur-Authie
- Vron
- Yaucourt-Bussus
- Yvrench
- Yvrencheux